# 佐藤真哉
佐藤 真哉（さとう しんや、1977年4月7日 - ）は、宮城県仙台市宮城野区出身の元プロバスケットボール選手である。ポジションはシューティングガード。身長184cm、体重80kg。

## 来歴
小学校4年生の時に、地元のミニバスケットボールチーム『宮城野少年団』でバスケを始める。その後、仙台市立東華中学校、東北高校を経て仙台大学に進学。1997年インカレでベスト8。大学卒業後の2000年、公立中学校の非常勤講師となり宮城教員クラブに所属。2001年の国体で宮城県の初優勝に貢献。
2005年に発足したbjリーグに地元から参加する仙台89ERSよりドラフト5巡目全体22位で指名を受け入団。
2010年09-10シーズン終了後、戦力外通告を受ける。現役続行の道を模索するも最終的には引退を決意。同年７月より地元中学校の非常勤講師として教壇に立ちつつ、女子バスケットボール部コーチを務める。現在は母校の東北高校の女子バスケットボール部のコーチを務める。